# Liste der Monuments historiques in Montroy (Charente-Maritime)
Die Liste der Monuments historiques in Montroy (Charente-Maritime) führt die Monuments historiques in der französischen Gemeinde Montroy auf.

## Liste der Objekte
| Bezeichnung | Beschreibung                                        | Standort                      | Kennzeichnung | Schutzstatus | Datum | Bild |
| ----------- | --------------------------------------------------- | ----------------------------- | ------------- | ------------ | ----- | ---- |
| Tabernakel  | Holz, farbig gefasst und vergoldet, 18. Jahrhundert | in der Kirche Ste-Anne (Lage) | PM17001005    | Inscrit      | 1978  |      |